# 栃木県道341号宝積寺太田線

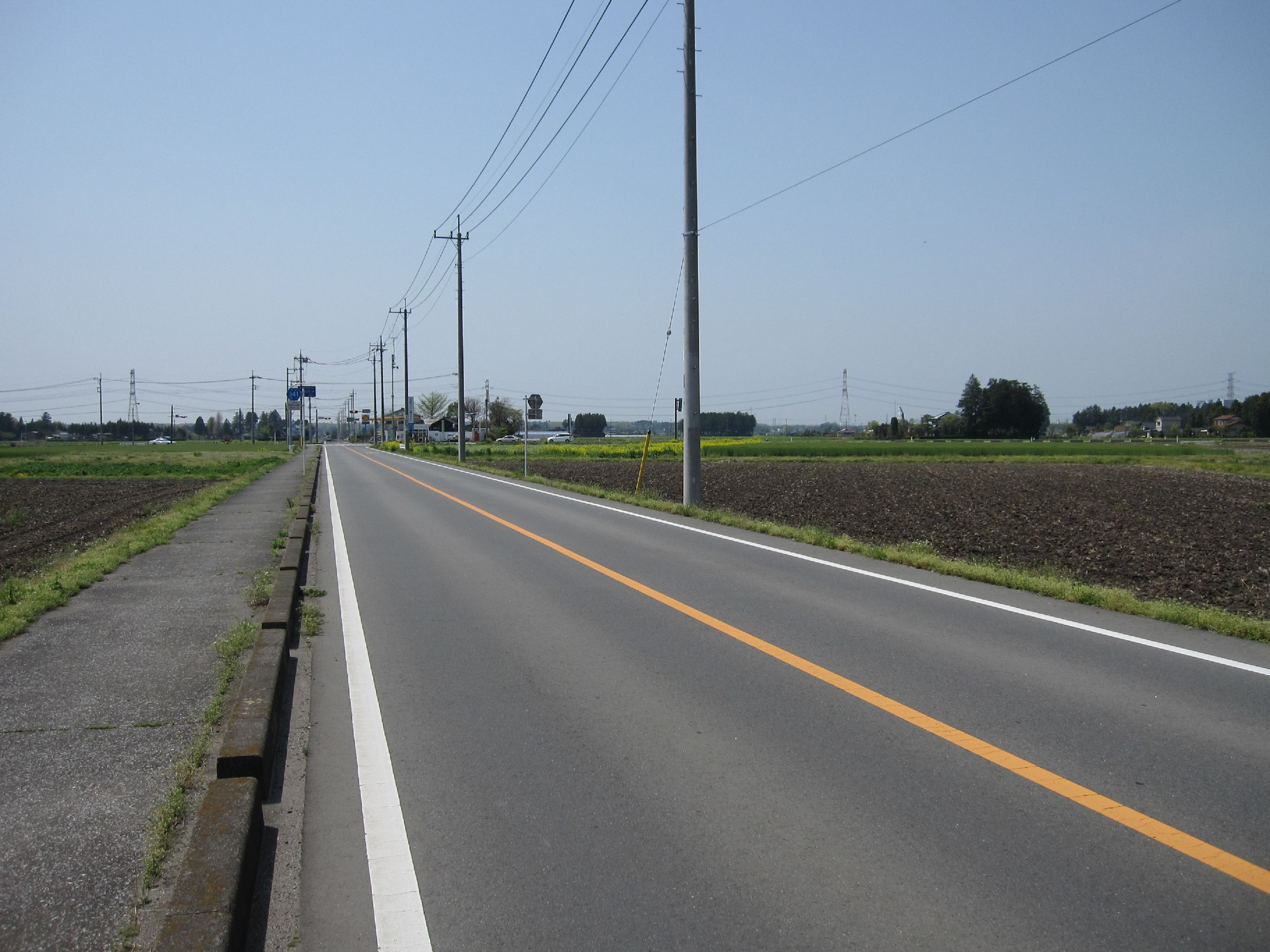
高根沢町太田（終点）付近

栃木県道341号宝積寺太田線（とちぎけんどう341ごう ほうしゃくじおおたせん）は、栃木県塩谷郡高根沢町に位置する一般県道である。

## 概要
高根沢町の宝積寺バイパスから東に分岐して宝石台団地の南を進み、同町北高根沢地区（旧北高根沢村）の中心である太田に向かう道路である。

## 路線データ
- 総延長：4.345km
- 実延長：3.939km
- 起点：栃木県塩谷郡高根沢町大字宝積寺（情報の森入口交差点＝栃木県道10号宇都宮那須烏山線交点）
- 終点：栃木県塩谷郡高根沢町大字太田（太田交差点＝栃木県道176号杉山石末線交点）
- 認定：1996年（平成8年）4月1日

## 交差する道路
- 栃木県道156号石末真岡線（高根沢町石末・赤堀交差点）
- 栃木県道181号上高根沢氏家線（高根沢町寺渡戸交差点）